# Hate, Fear and Power
Hate, Fear and Power è il secondo album della band thrash metal statunitense Hirax.

## Tracce
1. Hate, Fear and Power – 0:32
2. Blind Faith – 2:55
3. Unholy Sacrifice – 2:03
4. Lightning Thunder – 2:05
5. The Last War – 2:33
6. The Plague – 1:55
7. Imprisoned by Ignorance – 1:57
8. Criminal Punishment – 2:00

## Formazione
- Katon W. De Pena - voce
- Gary Monardo - basso
- Scott Owen - chitarra
- Eric Brecht - batteria